# Rio Abacaxis
O rio Abacaxis é um curso de água da bacia Amazônica, no Brasil. Afluente da margem direita do rio Amazonas, entre o rio Madeira e o rio Tapajós.